# Untermhaus
Untermhaus ist seit 1919 ein Stadtteil von Gera.

## Lage
Untermhaus liegt nordwestlich des Stadtzentrums an der Weißen Elster. Der Ortskern liegt auf dem schmalen Streifen zwischen dem linken Flussufer und den bewaldeten Hängen des Geraer Stadtwaldes.

## Geschichte
Untermhaus entstand als Handwerkersiedlung unter der mittelalterlichen Burg, die später unter dem Namen Osterstein bekannt wurde. Dieser Lage verdankte der Ort auch seinen Namen. 1850 wurde er mit der nördlich gelegenen Siedlung Gries zu einer Gemeinde vereinigt, wobei die Schreibweise Untermhaus gegenüber der bis dahin verbreiteteren Variante Unterhaus verbindlich festgelegt wurde.
Friedrich Lutzmann kaufte die hiesige Mineralwasser-Getränkefabrik, zu der auch 12 Filialen mit Trinkhäusern in der Umgebung gehörten. Ende 1903 musste er Konkurs anmelden. 
Im Verlauf des 19. Jahrhunderts nahm Untermhaus rasch kleinstädtische Züge an. 1897 wurde das rechts der Elster gelegene Cuba eingemeindet, das in der Folgezeit die umgangssprachliche Bezeichnung Neu-Untermhaus erhielt. Am 1. Januar 1919 wurde die Gemeinde Untermhaus mit 7.293 Einwohnern nach Gera eingemeindet.
Im Oktober 1958 gab es im Geraer Stadtrat Pläne, den im sozialistischen Sinne zu sehr an die feudale Herrschaft erinnernden Stadtteilnamen zu ändern. Zur Debatte standen unter anderem die Namen Elstervorstadt, Zweibrückenvorstadt und Freiheit. Aufgrund der geringen Akzeptanz in der Bevölkerung wurden diese Pläne aber nicht weiter verfolgt.

## Sehenswürdigkeiten

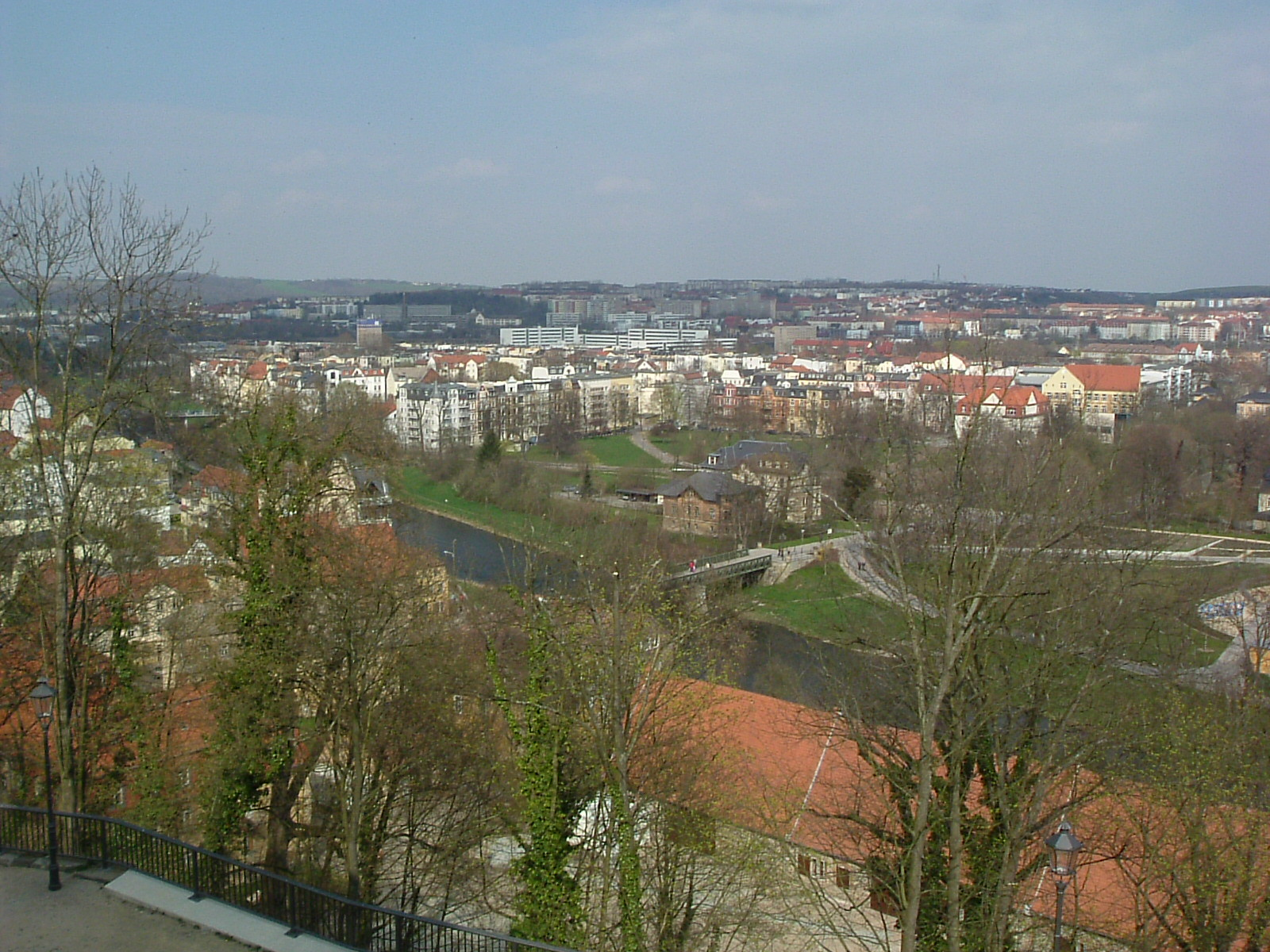
Blick über Untermhaus vom Schloss Osterstein

Seiner Lage unmittelbar an der fürstlichen Residenz der Reußen verdankt Untermhaus eine große Anzahl historischer Bauten. Das ehemalige Schloss Osterstein, das am Ende des Zweiten Weltkriegs ausgebombt und dessen Ruine 1963 zum großen Teil abgerissen wurde, ist noch heute ein beliebtes Ausflugsziel. Der historische Ortskern mit der Marienkirche, dem 1991 eröffneten Otto-Dix-Haus und der Untermhäuser Brücke gehört zu den bekanntesten Fotomotiven der Stadt Gera.
Im Südosten des Stadtteils, in Richtung des Stadtzentrums, befindet sich der Küchengarten mit der Orangerie und den Bühnen der Stadt Gera. Dieses Areal wurde im Zuge der Bundesgartenschau 2007 umfassend renoviert. Der Hofwiesenpark, einer der Hauptausstellungsbereiche der Bundesgartenschau, schließt sich südlich an den Stadtteil an.

## Politik
Mit Inkrafttreten der neuen Hauptsatzung der Stadt Gera zum 1. Juni 2014 wurde für Untermhaus eine Ortsteilverfassung eingeführt, somit hat der Ortsteil einen eigenen Ortsteilrat und einen Ortsteilbürgermeister erhalten. Bürgermeister für die Wahlperiode 2024–2029 ist Reinhard Schmalwasser (parteilos).

## Verkehrsanbindung
Der Bahndamm mit dem Geraer Hauptbahnhof führt östlich an Untermhaus vorbei und trennt es vom Stadtzentrum. Durch den Stadtteil führt die Landesstraße 1070, die über die Gemeinde Kraftsdorf nach Hermsdorf führt.
Seit November 2006 ist Untermhaus – wie bereits von 1892 bis 1968 – an das Netz der Geraer Straßenbahn angeschlossen. Die „Stadtbahnbrücke“ verbindet den westlichen Teil von Untermhaus mit der Straßenbahnwendeschleife auf der gegenüberliegenden Seite der Elster. Die Buslinie 20 führt als reiner Straßenbahnzubringer über Rubitz in die Gemeinde Kraftsdorf im Landkreis Greiz.
Mit zwei Regionalbuslinien der RVG Regionalverkehr Gera/Land ist Untermhaus direkt an Bad Köstritz, Hermsdorf und Eisenberg angebunden. Die RVG besitzt an der Straßenbahnwendeschleife ihren Betriebshof.
| Linie | Betreiber | Linienverlauf                                                      | Taktung (Mo–Fr)                                                                                |
| ----- | --------- | ------------------------------------------------------------------ | ---------------------------------------------------------------------------------------------- |
| 1     | GVB       | Untermhaus – Heinrichstraße – Zwötzen                              | Viertelstundentakt                                                                             |
| 20    | GVB       | Friedrich-Naumann-Platz – Rubitz – Harpersdorf                     | Stundentakt                                                                                    |
| 24    | GVB       | Dr.-Th.-Neubauer-Straße – Untermhaus                               | Halbstundentakt                                                                                |
| 203   | RVG       | Gera – Untermhaus – Bad Köstritz – Crossen – Eisenberg             | Halbstundentakt (Gera – Bad Köstritz) mit Linie 204 Zweistundentakt (Bad Köstritz – Eisenberg) |
| 204   | RVG       | Gera – Untermhaus – Bad Köstritz – Bad Klosterlausnitz – Hermsdorf | Halbstundentakt (Gera – Bad Köstritz) mit Linie 203 Zweistundentakt (Bad Köstritz – Hermsdorf) |

## Persönlichkeiten

### Söhne und Töchter von Untermhaus

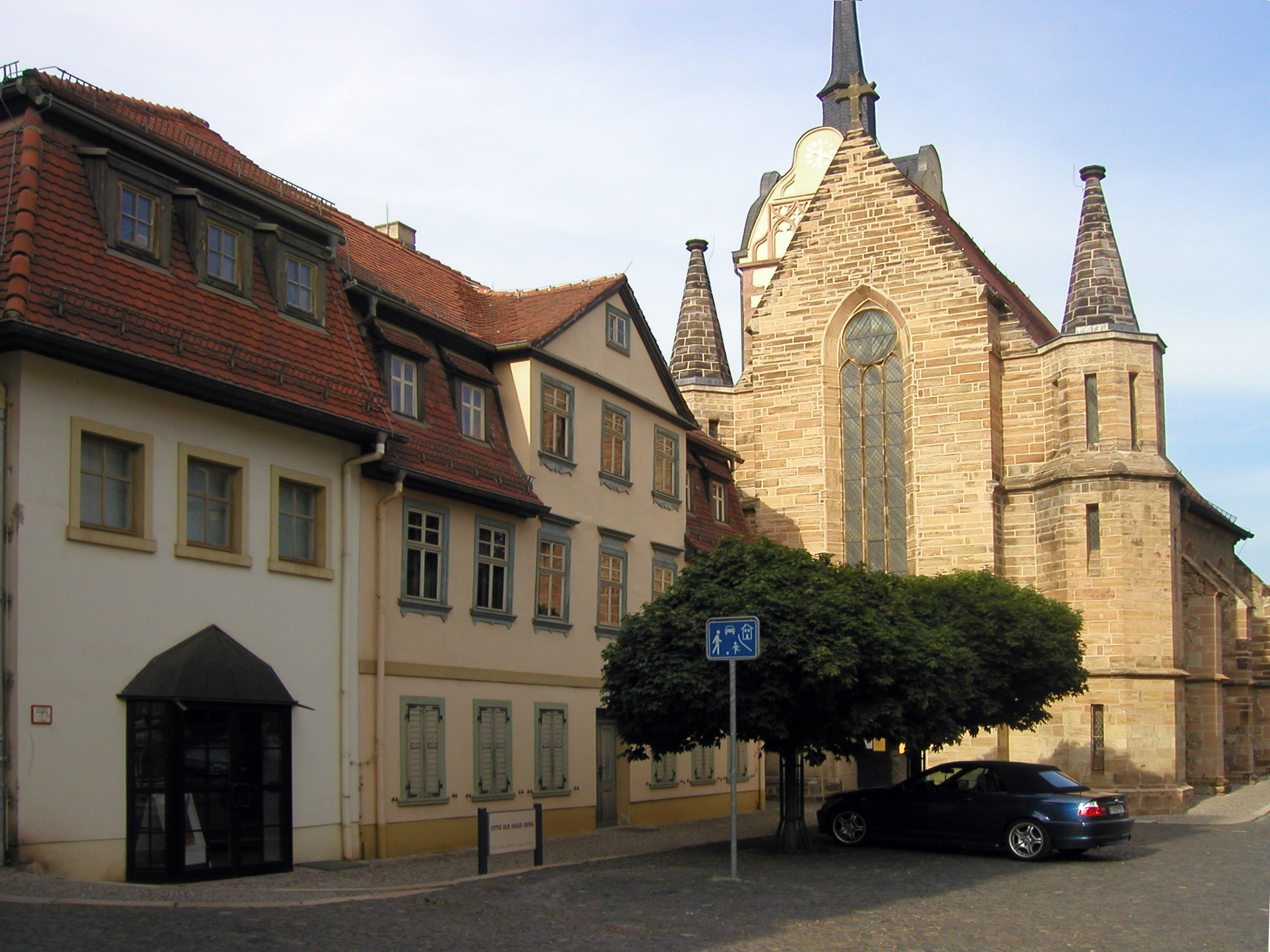
Geburtshaus von Otto Dix

- Hermann Seifarth (1820–1892), Landrat und Abgeordneter
- Eduard Mehlhorn (1825–1888), Richter und Abgeordneter
- Emil Seifarth (1859–1946), Kaufmann und Abgeordneter
- Fritz Amann (1878–1969), Maler
- Richard Paul Burkhardt-Untermhaus (1883–1963), Maler und Grafiker
- Otto Dix (1891–1969), Maler
- Hermann Schulze (1897–1967), Politiker, Parteifunktionär (SPD, KPD/KPO/SED), Widerstandskämpfer gegen den Nationalsozialismus und Treuhänder
- Heinrich Voigtsberger (1903–1959), Offizier
- Fritz Oeser (1911–1982), Musikkritiker
- Herbert Enke (1913–2006), Maler und Grafiker

### Mit Untermhaus verbunden
- Aenne Biermann, Fotografin (* 3. März 1898 in Goch, † 14. Januar 1933 in Gera); die Familie Biermann lebte in einer Villa in der Leibnizstraße
- Hans Thiers, Buchautor (* 21. Juli 1946 in Wegefahrth, Oberschöna); wohnhaft in Untermhaus
- Herwart Feuerstein (1860–1932), deutscher Politiker und Bürgermeister von Untermhaus